# Matthew Goodwin
Matthew James Goodwin (né en décembre 1981) est un commentateur politique britannique, politologue et ancien universitaire reconnu pour ses recherches sur le populisme et les mouvements politiques de droite. Il est actuellement présentateur à GB News. Il a progressivement évolué du commentaire à la sympathie pour les mouvements populistes et anti-immigration.